# 8月4日
8月4日（はちがつよっか）は、グレゴリオ暦で年始から216日目（閏年では217日目）にあたり、年末まであと149日ある。

## できごと

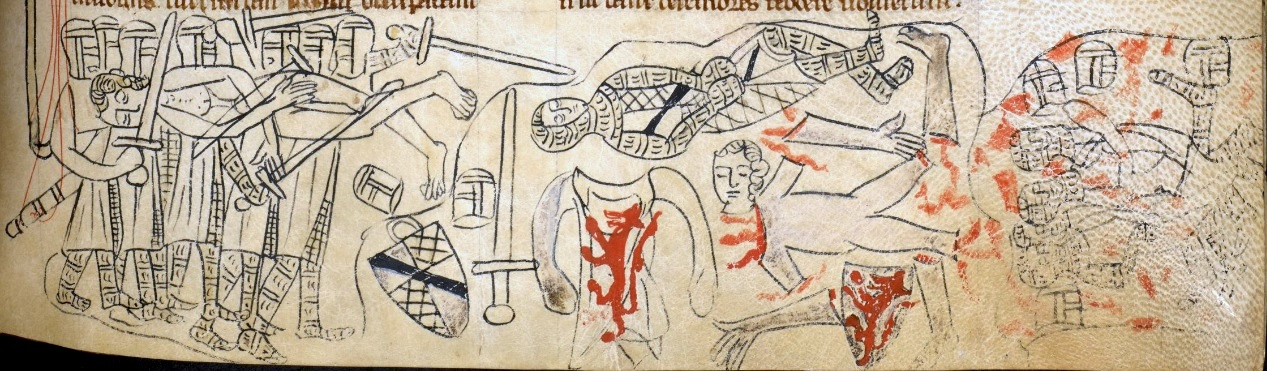
イーヴシャムの戦い(1265)

- 897年（寛平9年7月3日） - 敦仁親王が宇多天皇から譲位され、醍醐天皇として践祚。
- 1265年 - 第2次バロン戦争: イーヴシャムの戦い
- 1578年 - アルカセル・キビールの戦い。ポルトガルがモロッコに敗れ、ポルトガル王セバスティアン1世が戦死。
- 1590年（天正18年7月5日） - 北条氏直が豊臣秀吉に降伏し、小田原城が開城。小田原征伐完了により秀吉の天下統一が完成。
- 1639年（寛永16年7月5日） - 第五次鎖国令発布。江戸幕府による貿易管理が完成。
- 1693年 - 修道士ドン・ペリニヨンが発泡ワインシャンパンを発明。（伝承による日付[1]）
- 1704年 - スペイン継承戦争: ジブラルタルがイギリスとオランダにより占領される。（ジブラルタルの占領）
- 1782年 - ヴォルフガング・アマデウス・モーツァルトがコンスタンツェ・ウェーバーと結婚。

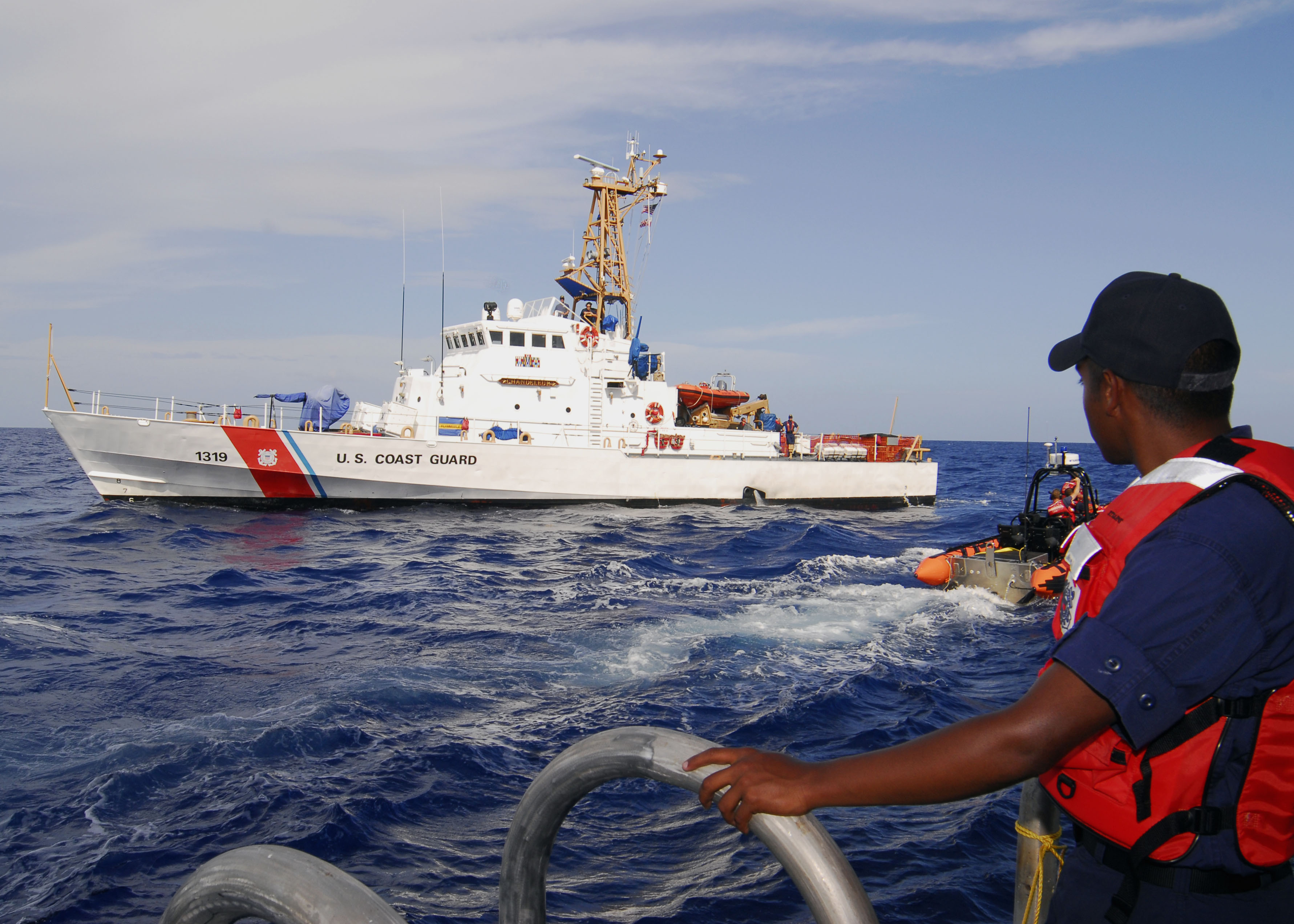
アメリカ沿岸警備隊創設(1790)

- 1783年 - 浅間山の天明大噴火が発生。翌日にかけて溶岩流が発生し、噴出物の堆積で洪水が生じるなど関東平野一帯にも甚大な被害をもたらす。死者は1,151人、家屋の損壊は1,000棟以上[2]。
- 1789年 - フランス革命: 国民議会がアンシャン・レジームの廃止を採択。
- 1790年 - アメリカ沿岸警備隊が設立される。
- 1844年（弘化元年6月21日）- 水野忠邦が江戸幕府の老中首座に返り咲く。
- 1892年 - リジー・ボーデンの実父と継母が自宅で殺害されているのが発見される。
- 1899年 - 明治32年6月勅第319号の施行により、清水港、武豊港、四日市港、下関港、門司港、博多港、唐津港、口ノ津港、三角港、厳原港、佐須奈港、鹿見港、那覇港、浜田港、境港、宮津港、敦賀港、七尾港（南湾）、伏木港、小樽港、釧路港、室蘭港が開港。
- 1899年 - 日本初のビヤホール「恵比寿ビール BEER HALL」が東京府京橋区南金六町5番地（現在の銀座8丁目）に開業[3]。
- 1903年 - ピウス10世がローマ教皇に選出される。
- 1914年 - 第一次世界大戦: ドイツ帝国がベルギーに宣戦布告[4]。それに対抗してイギリスがドイツ帝国に宣戦布告。
- 1914年 - 金剛型巡洋戦艦の2番艦「比叡」が竣工[5]。
- 1917年 - 第一次世界大戦: リベリアがドイツ帝国に宣戦布告。
- 1936年 - ギリシャ王国首相イオアニス・メタクサスが憲法の一時停止を宣言し、メタクサスによる独裁政権八月四日体制を開始。
- 1936年 - ベルリンオリンピックのサッカー競技で、初出場の日本代表が強豪のスウェーデン代表に勝利（ベルリンの奇跡）。
- 1944年 - ホロコースト: アムステルダムの隠れ家に潜伏していたアンネ・フランクら8名のユダヤ人がアムステルダム駐留軍保安警察に逮捕される。
- 1944年 - 第二次世界大戦: 小磯内閣が「国民総武装」を閣議決定。竹槍訓練などがはじまる[6]。
- 1944年 - 第二次世界大戦: 東京から学童集団疎開の第一陣が出発する[7]。
- 1947年 - 日本の最高裁判所が発足。
- 1954年 - パキスタン政府が「神聖なる大地に祝福あれ」を国歌に制定。
- 1957年 - 北海道三笠市の新幌内炭鉱で落盤事故。死者6人、重傷者2人[8]。
- 1957年 - 愛知県瀬戸市で住宅裏の斜面が崩落。死者・行方不明者22人、重傷者8人、住宅9戸と工場1棟が倒壊。
- 1958年 - アメリカのシングルヒットチャートBillboard Hot 100の発表開始。
- 1958年 - 桑原武夫率いる京都大学山岳会がカラコルム山脈のチョゴリザ北東峰に初登頂[9]。
- 1962年 - 「TVガイド」創刊[10]。創刊号の表紙は高橋圭三[11]。
- 1965年 - クック諸島がニュージーランドの自治領となる。
- 1969年 - TBS系各局で時代劇『水戸黄門』が放送開始。
- 1975年 - 日本赤軍がマレーシア・クアラルンプールのアメリカ大使館等を占拠。（クアラルンプール事件）
- 1976年 - 鬼頭史郎京都地裁判事補が三木武夫首相に、検事総長をかたりロッキード事件での指揮権発動を促す偽電話をかける。（ニセ電話事件）
- 1977年 - アメリカ合衆国エネルギー省設立。発足は同年10月1日。
- 1978年 - 作曲家の古賀政男に国民栄誉賞が授与される（没後追贈）。
- 1983年 - イタリアで初の社会党首班のベッティーノ・クラクシ内閣が成立。
- 1984年 - アフリカのオートボルタ共和国がブルキナファソに改称される。
- 1988年 - ナゴヤ球場で開催された中日ドラゴンズ-横浜大洋ホエールズ戦が試合時間5時間21分で当時の史上最長試合記録
- 1993年 - 河野洋平内閣官房長官が河野談話を発表。38年振りの政権交代の5日前。
- 2001年 - アメリカのニューオリンズで、ルイ・アームストロング生誕100周年を記念し、空港の名称を「ルイ・アームストロング・ニューオーリンズ国際空港」に変更した。
- 2005年 - 世界最大のインターネット音楽配信サービスiTunes Music Store（現・iTunes Store）が日本でサービスを開始。
- 2007年 - アメリカの火星探査機「フェニックス」が打ち上げ。
- 2007年 - バリー・ボンズがハンク・アーロンのメジャー通算本塁打記録の755本に並ぶ。
- 2008年 - 中日ドラゴンズの山本昌が42歳11か月の史上最年長で24人目の通算200勝を達成[12]。
- 2011年 - セシウムさん騒動: 東海テレビが『ぴーかんテレビ』で岩手米に関する放送事故を起こす[13]。これに伴い同番組は打ち切られることになった[14]。
- 2019年 - 英国ミルトンキーンズ・ウォバーンで行なわれた「AIG全英女子オープン」で、渋野日向子が日本勢として42年ぶりのメジャー制覇を達成した[15]。
- 2019年 - アメリカオハイオ州デイトンの繁華街で銃乱射事件が発生。死者9人、負傷者27人。犯人の大学生は現場で射殺された[16]。
- 2020年 - 2020年ベイルート爆発事故発生[17]。

## 誕生日

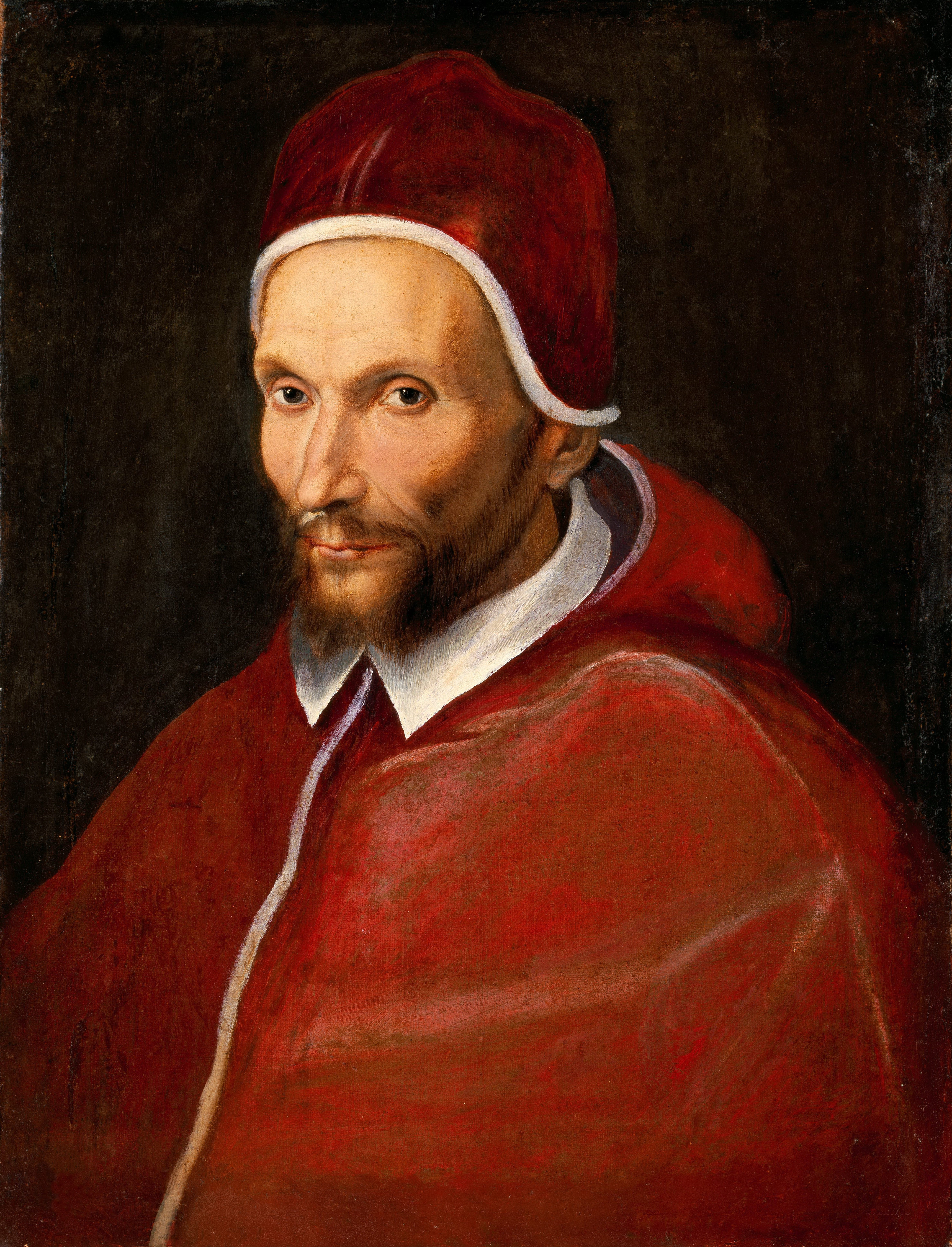
228代ローマ教皇ウルバヌス7世(1521-1590)誕生。

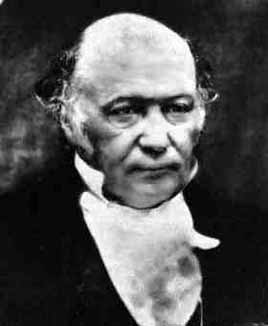
数学者ウィリアム・ローワン・ハミルトン(1805-1865)誕生。四元数を発見。

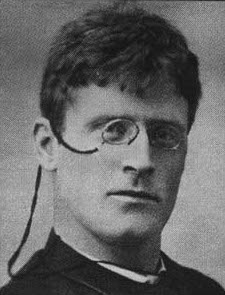
作家クヌート・ハムスン(1859-1952)誕生。

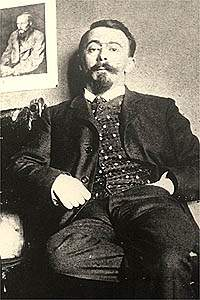
作家シャルル・ルイ・フィリップ(1874-1909)誕生。

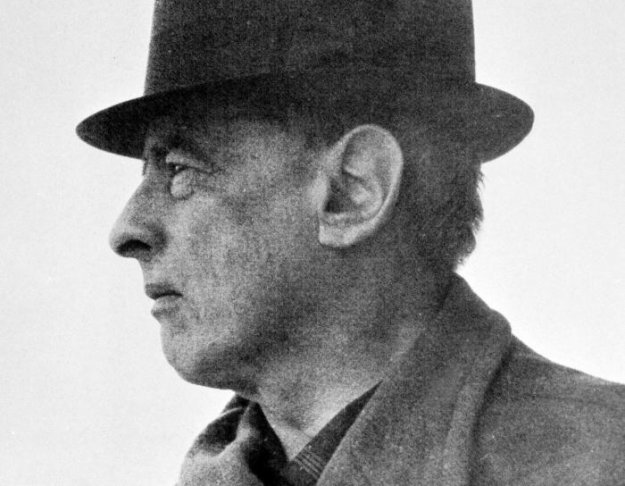
作家ヴィトルド・ゴンブローヴィッチ(1904-1969)誕生。

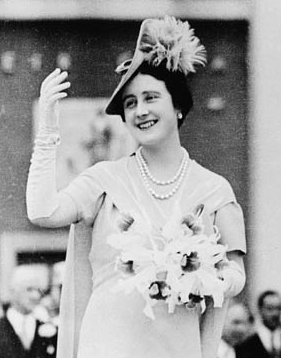
大英帝国の「国母」エリザベス・ボーズ＝ライアン(1900-2002)誕生。

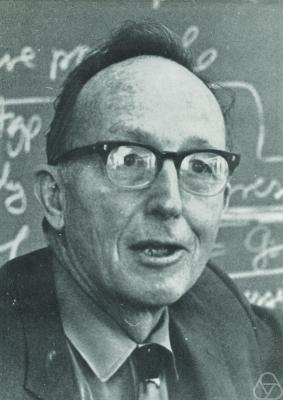
数学者ソーンダース・マックレーン(1909-2005)。圏論の創設者の1人。

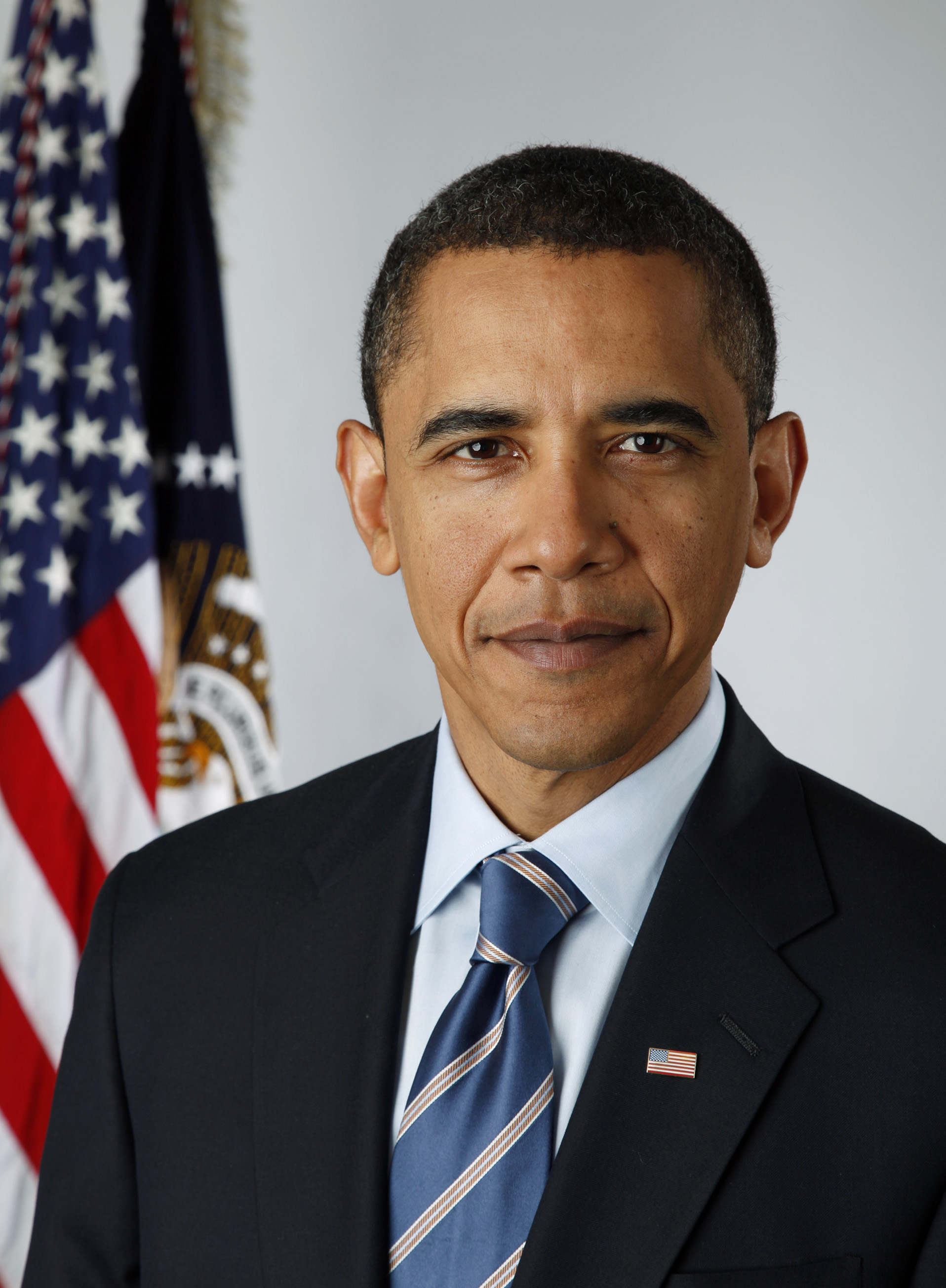
第44代アメリカ合衆国大統領、バラク・オバマ(1961-)誕生。

- 1281年 - カイシャン、大元ウルスの第3代皇帝（カアン）（+ 1311年）
- 1290年 - レオポルト1世、ハプスブルク家のオーストリア公およびシュタイアーマルク公（+ 1326年）
- 1521年 - ウルバヌス7世、第228代ローマ教皇（+ 1590年）
- 1522年 - ウダイ・シング2世、北インドのラージャスターン地方、メーワール王国の君主（+ 1572年）
- 1640年（寛永17年6月17日） - 松平定長、第3代伊予国松山藩主（+ 1674年）
- 1703年 - ルイ・ド・ブルボン＝オルレアン (オルレアン公)、ブルボン朝のフランス貴族（+ 1752年）
- 1721年 - グランヴィル・ルーソン＝ゴア (初代スタッフォード侯爵)、政治家、貴族（+ 1803年）
- 1766年（明和3年6月29日） - 島津忠持、第9代日向国佐土原藩主（+ 1831年）
- 1770年 - フランソワ・エティエンヌ・ケレルマン、軍人（+ 1835年）
- 1789年（寛政元年閏6月13日） - 黒田長韶、第9代筑前国秋月藩主（+ 1840年）
- 1792年 - パーシー・ビッシュ・シェリー、詩人（+ 1822年）
- 1798年（寛政10年6月22日） - 松平頼恕、第9代讃岐国高松藩主（+ 1842年）
- 1805年 - ウィリアム・ローワン・ハミルトン、数学者、物理学者（+ 1865年）
- 1813年（文化10年7月9日） - 酒井忠義、第12代・14代若狭国小浜藩主（+ 1873年）
- 1817年 - フレデリック・セオドア・フリーリングハイゼン、第29代アメリカ合衆国国務長官（+ 1885年）
- 1821年 - ルイ・ヴィトン、かばん職人（+ 1892年）
- 1823年 - オリヴァー・ハザード・ペリー・スロック・モートン、第14代インディアナ州知事（+ 1877年）
- 1834年 - ジョン・ヴェン、数学者（+ 1923年）
- 1840年（天保11年7月7日） - 石井忠亮、政府高官（+ 1901年）
- 1841年 - ウィリアム・ハドソン、作家、ナチュラリスト、鳥類学者（+ 1922年）
- 1853年 - ジョン・ヘンリー・トワックトマン、画家（+ 1902年）
- 1859年 - クヌート・ハムスン、小説家（+ 1952年）
- 1867年 - ジェイク・ベックリー、プロ野球選手
- 1874年 - シャルル・ルイ・フィリップ、小説家（+ 1909年）
- 1878年 - 初代桂春団治、落語家（+ 1934年）
- 1880年 - ヴェルナー・フォン・フリッチュ、軍人（+ 1939年）
- 1884年 - 浅川伯教、彫刻家、陶磁器研究家（+ 1964年）
- 1884年 - バラージュ・ベーラ、映画理論家、美学者、作家、詩人（+ 1949年）
- 1884年 - アンリ・コルネ、元自転車競技選手（+ 1941年）
- 1889年 - 新関良三、ドイツ文学者（+ 1979年）
- 1890年 - ドルフ・ルケ、プロ野球選手（+ 1957年）
- 1891年 - 清水良雄、洋画家（+ 1954年）
- 1892年 - 石橋義雄、銀行家、北國銀行頭取（+ 1976年）
- 1898年 - 高橋俊人、歌人、郷土史家（+ 1976年）
- 1899年 - エズラ・タフト・ベンソン、政治家、宗教的指導者（+ 1994年）
- 1900年 - 田島ナビ、スーパーセンテナリアン（+ 2018年）
- 1900年 - エリザベス・ボーズ＝ライアン、イギリス王ジョージ6世妃（+ 2002年）
- 1901年 - ルイ・アームストロング、ジャズ歌手（+ 1971年）
- 1904年 - ヴィトルド・ゴンブローヴィッチ、小説家、劇作家（+ 1969年）
- 1904年 - ヘレン・ケイン、歌手、女優（+ 1966年）
- 1905年 - 海老原一郎、建築家（+ 1990年）
- 1907年 - 荒川秀俊、気象学者（+ 1984年）
- 1908年 - クルト・アイヒホルン、指揮者（+ 1994年）
- 1909年 - ソーンダース・マックレーン、数学者（+ 2005年）
- 1910年 - アニタ・ペイジ、女優（+ 2008年）
- 1910年 - ウィリアム・シューマン、作曲家（+ 1992年）
- 1911年 - 糸園和三郎、画家（+ 2001年）
- 1912年 - ラウル・ワレンバーグ、外交官（+ 1947年）
- 1912年 - デイヴィッド・ラクシン、作曲家（+ 1984年）
- 1913年 - 中村登、映画監督（+ 1981年）
- 1913年 - ヨハン・ニーマン、ナチス・ドイツソビボル強制収容所副所長（+ 1943年）
- 1914年 - 永松英吉、ボクサー（+ 1992年）
- 1917年 - 多々良純、俳優（+ 2006年）
- 1919年 - 大谷巌、録音技師（+ 2017年）
- 1919年 - 田島義文、俳優（+ 2009年）
- 1920年 - ヘレン・トーマス、記者（+ 2013年）
- 1921年 - モーリス・リシャール、アイスホッケー選手（+ 2000年）
- 1921年 - ハーブ・エリス、ジャズ・ギタリスト（+ 2010年）
- 1922年 - 石井好子、シャンソン歌手、エッセイスト（+ 2010年）
- 1928年 - ジェラルド・ダミアーノ、ポルノ映画監督（+ 2008年）
- 1929年 - 宮内幸平、声優（+ 1995年）
- 1929年 - キショール・クマール、映画人（+ 1987年）
- 1930年 - アリー・スィースターニー、シーア派12イマーム派の高位ウラマーで大アーヤトゥッラー
- 1931年 - 寺田ヒロオ、漫画家（+ 1992年）
- 1932年 - 澤村田之助 (6代目)、歌舞伎役者（+ 2022年）
- 1932年 - 坂東竹三郎 (5代目)、歌舞伎役者（+ 2022年）
- 1932年 - フランシス・E・アレン、計算機科学者（+ 2020年）
- 1933年 - 青木はるみ、詩人（+ 2022年）
- 1933年 - シェルドン・アデルソン、実業家（+ 2021年）
- 1935年 - キャロル・アーサー、女優（+ 2020年）
- 1937年 - 辻三太郎、声優
- 1937年 - デヴィッド・ベッドフォード、作曲家（+ 2011年）
- 1939年 - 中村寿文、政治家、元青森県八戸市長（+ 2024年）
- 1940年 - ラリー・ネクテル、ミュージシャン（+ 2009年）
- 1941年 - マーティン・ジャーヴィス、俳優、声優
- 1941年 - テッド・ストリックランド、政治家
- 1942年 - 岩本泰英、元プロ野球選手
- 1942年 - ドン・S・デイヴィス、俳優、画家（+ 2008年）
- 1942年 - クレオン・ジョーンズ、元プロ野球選手
- 1942年 - デビッド・ロンギ、政治家（+ 2005年）
- 1943年 - 小沢直平、俳優
- 1943年 - 鎌田豊、元プロ野球選手
- 1943年 - ビョルン・ヴィルコラ、元スキージャンプ選手、ノルディック複合選手、サッカー選手
- 1944年 - リチャード・ベルザー、コメディアン、俳優（+ 2023年）
- 1945年 - 笠原洋子、元バレーボール選手
- 1945年 - 矢野晃、元プロ野球選手
- 1945年 - アラン・ムラーリー、エンジニア、実業家
- 1945年 - ポール・マッカーシー、現代美術家
- 1947年 - 阪上善秀、政治家
- 1947年 - 川口博、政治家
- 1947年 - クラウス・シュルツェ、作曲家
- 1948年 - 柳家さん喬、落語家
- 1948年 - 打海文三、小説家（+ 2007年）
- 1949年 - 今井雄太郎、元プロ野球選手、タレント
- 1949年 - 高岡健二、俳優
- 1949年 - 村上忠則、元野球選手
- 1950年 - イストヴァン・ヨニエル、卓球選手
- 1953年 - 梨田昌孝、元プロ野球選手、監督
- 1953年 - 尾西和夫、元プロ野球選手
- 1953年 - 碓井博行、元サッカー選手、指導者
- 1954年 - アナトリー・キナフ、政治家、元ウクライナ首相
- 1954年 - 金森修、哲学研究者、思想評論家（+ 2016年）
- 1955年 - ビリー・ボブ・ソーントン、俳優、映画監督
- 1955年 - 岩渕美智子、政治学者
- 1955年 - アルバート・ゴンザレス、政治家
- 1956年 - 阿部渡、俳優
- 1956年 - 土井美加、声優
- 1956年 - アラン・パッサール、料理人
- 1956年 - ハリー・B・ハリス・ジュニア、軍人
- 1958年 - 江川紹子、ジャーナリスト
- 1958年 - メアリー・デッカー・スレイニー、陸上競技選手
- 1959年 - 中内正、実業家
- 1959年 - キム・レイノルズ、政治家
- 1960年 - ホセ・ルイス・ロドリゲス・サパテロ、政治家、スペイン首相
- 1960年 - ディーン・マレンコ、プロレスラー
- 1960年 - 美保純、女優
- 1960年 - 川又米利、元プロ野球選手
- 1960年 - 宮田佳典、陶芸家
- 1961年 - バラク・オバマ、政治家、第44代アメリカ合衆国大統領
- 1961年 - 杉原徹、ミュージシャン
- 1962年 - 本間龍、ノンフィクション作家
- 1962年 - 北沢欣浩、スピードスケート選手
- 1962年 - 広瀬裕、元俳優、声優
- 1962年 - ジョン・ファレル、元プロ野球選手
- 1962年 - ロジャー・クレメンス、元プロ野球選手
- 1963年 - 沢田知可子、歌手
- 1964年 - 三遊亭楽松、落語家
- 1964年 - B.J.サーホフ、元プロ野球選手
- 1965年 - 重由美子、セーリング選手（+ 2018年）
- 1965年 - 葉山宏治、作曲家、シンガーソングライター
- 1965年 - 布川敏和、俳優
- 1965年 - ドミンゴ・マルティネス、元プロ野球選手
- 1965年 - フレドリック・ラインフェルト、政治家、スウェーデン首相
- 1965年 - デニス・ルヘイン、作家
- 1966年 - 仲村美緒、女優、声優、ナレーター、ジャズシンガー
- 1966年 - 吉田友紀、俳優
- 1966年 - 佐々木健介、プロレスラー
- 1967年 - 吉田ヒロ、タレント
- 1967年 - 大森剛、元プロ野球選手
- 1967年 - マイク・マーシュ、陸上競技選手
- 1968年 - マーカス・シェンケンバーグ、モデル
- 1968年 - クリス・フック、元プロ野球選手
- 1969年 - おおひなたごう、漫画家
- 1969年 - 東考三、元ラグビー選手、指導者、元自衛官
- 1970年 - 福田記代子、バレーボール選手
- 1971年 - 檀れい、女優
- 1971年 - 三上雅士、俳優、声優
- 1971年 - 大根夕佳、歌手
- 1971年 - 髙山健一、元プロ野球選手
- 1971年 - ジェフ・ゴードン、NASCARドライバー
- 1972年 - チューヤン、グラフィックデザイナー、ラジオパーソナリティ
- 1972年 - 矢嶋良介、歌手
- 1972年 - 船津ゆうこ、ラジオパーソナリティ
- 1972年 - 橋本広喜、元騎手
- 1973年 - 鈴木貴征、声優
- 1973年 - PERIDOTS、シンガーソングライター
- 1973年 - 柴田宏明、アニメプロデューサー
- 1974年 - 悠木千帆 (2代目)、女優
- 1974年 - 水田わさび、声優
- 1974年 - オオゼキタク、シンガーソングライター
- 1974年 - 八木真澄、お笑い芸人（サバンナ）
- 1974年 - 山本美憂、レスリング選手
- 1974年 - キリ・ゴンサレス、サッカー選手
- 1975年 - 鈴木蘭々、歌手、女優
- 1975年 - 鈴木覚、実業家、IKS創業者
- 1975年 - ファビアーノ・セザル・ビエガス、サッカー選手
- 1976年 - 生天目仁美、声優
- 1976年 - 木内泰史、歌手、ドラム奏者（サンボマスター）
- 1976年 - 高氏敦、アナウンサー
- 1976年 - 福盛和男、元プロ野球選手
- 1976年 - スコット・ラインブリンク、元プロ野球選手
- 1977年 - 石田佳央、俳優
- 1977年 - 大和悠河、女優
- 1977年 - せんちゃん、お笑い芸人（クールポコ。）
- 1977年 - こはら裕子、漫画家
- 1977年 - 大門まい子、総合格闘家
- 1977年 - ルイス・ボア・モルテ、元サッカー選手
- 1978年 - 日野聡、声優
- 1978年 - ミハイル・スチフーニン、フィギュアスケート選手
- 1978年 - まつゆう*、タレント
- 1979年 - 白熊寛嗣、声優
- 1980年 - 川田瑠夏、ソングライター、編曲家、キーボーディスト
- 1980年 - 鈴々舎馬るこ、落語家
- 1981年 - 宮島三郎、俳優
- 1981年 - くり、タレント、パチスロライター、元お笑い芸人
- 1981年 - 谷本歩実、柔道家、 2004年アテネ五輪、2008年北京五輪金メダリスト
- 1981年 - 飯村喜則、アイスホッケー選手
- 1981年 - メーガン、ヘンリー王子妃
- 1982年 - 春日晴樹、作家、講演者
- 1982年 - Chakun、ミュージシャン（Electroboyz）
- 1982年 - 鈴木竜哉、指揮者
- 1982年 - 内川聖一、元プロ野球選手
- 1982年 - ジョシュ・レニキー、プロ野球選手
- 1983年 - 寺崎裕香、声優
- 1983年 - マリアナ・コズロワ、フィギュアスケート選手
- 1984年 - 上野亮、俳優
- 1984年 - 高野慎平、声優
- 1985年 - 榊原諒、元プロ野球選手
- 1985年 - 大久保綾乃、元女優
- 1985年 - アントニオ・バレンシア、元サッカー選手
- 1985年 - マーク・ミリガン、元サッカー選手
- 1986年 - アレックス・カステヤーノス、プロ野球選手
- 1986年 - オレグ・イワノフ、サッカー選手
- 1987年 - チャン・グンソク、俳優、歌手
- 1987年 - デビッド・マルティネス、プロ野球選手
- 1987年 - 山﨑夕貴、アナウンサー
- 1987年 - フィリップ・ヤングハズバンド、サッカー選手
- 1987年 - 蕨野友也、俳優
- 1988年 - 高橋駿一、俳優
- 1988年 - 木村阿美菜、アイドル、歌手、女優、タレント
- 1988年 - 井上あみな、YouTuber
- 1989年 - 小野ゆり子、女優
- 1989年 - 河井陽介、サッカー選手
- 1989年 - 大野和成、サッカー選手
- 1989年 - 森田一成、元プロ野球選手
- 1990年 - 草野絵美、フォトグラファー
- 1990年 - 濱口京子、バスケットボール選手
- 1990年 - 髙島祥平、元プロ野球選手
- 1991年 - 鈴木世奈、アイスホッケー選手
- 1992年 - ディラン&コール・スプラウス、俳優
- 1992年 - ドミンゴ・ヘルマン、プロ野球選手
- 1993年 - 立原勇武、俳優
- 1993年 - 白濱亜嵐、俳優、パフォーマー（GENERATIONS from EXILE TRIBE）
- 1993年 - 西濵幹紘、元プロ野球選手
- 1994年 - 福田麻由子、女優
- 1994年 - 濱田達郎、元プロ野球選手
- 1994年 - ンダホ、YouTuber（Fischer's）
- 1995年 - 糟谷健二、俳優
- 1996年 - 糸原美波、女優（元劇団4ドル50セント）
- 1996年 - 倉田瑠夏、タレント、アイドル（元アイドリング!!!22号）
- 1996年 - 石川みなみ、日本テレビアナウンサー
- 1996年 - 近藤夏子 - TBSテレビアナウンサー
- 1996年 - 千葉歩、バスケットボール選手
- 1997年 - マイケル・ソロカ、プロ野球選手
- 1998年 - 河上英里子、女優
- 1998年 - 大湯都史樹、レーシングドライバー
- 1998年 - 細川成也、プロ野球選手
- 1998年 - 大澤来彩、バスケットボール選手
- 1999年 - 広瀬彩海、歌手、女優（元こぶしファクトリー）
- 1999年 - 茶野篤政、プロ野球選手
- 1999年 - 唐橋万結、サッカー選手
- 2000年 - 西村優菜、プロゴルファー
- 2000年 - 松尾龍、アイドル（ジュニア、Jr.SP）
- 2000年 - 碧野ナナリ、アイドル（元BOSO娘）
- 2000年 - 杉本愛莉鈴、グラビアアイドル
- 2001年 - 加藤清史郎、俳優
- 2001年 - 小林里乃、女優
- 2001年 - 村田怜音、プロ野球選手
- 2001年 - 櫻川ソロモン、サッカー選手
- 2003年 - 野原未蘭[18]、女流棋士
- 2005年 - 前田悠伍、プロ野球選手
- 2006年 - 下井谷幸穂、歌手（アンジュルム）
- 2007年 - リョウ、歌手（NCT、NCT WISH）
- 生年不詳 - 有沙瞳、女優、元宝塚歌劇団星組娘役スター
- 生年不詳 - 吉川りり、声優

## 忌日

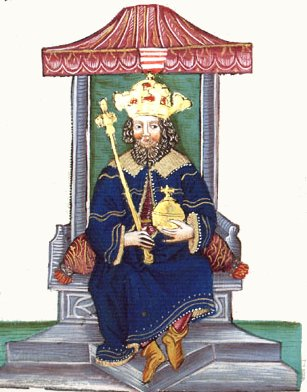
ヴァーツラフ3世(1289-1306)暗殺。

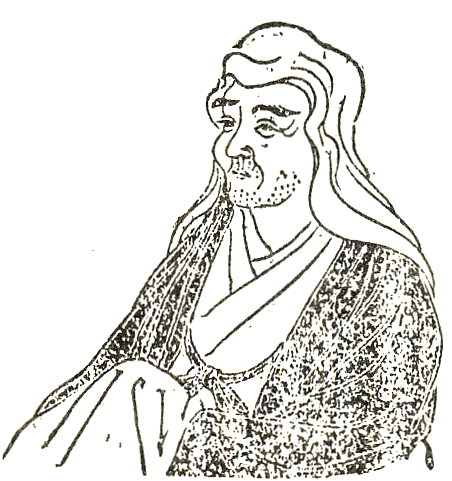
歌人北村季吟(1625-1705)没。

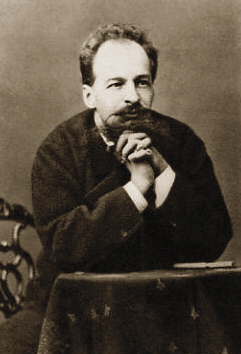
美術家ヴィクトル・ハルトマン(1834-1873)没。

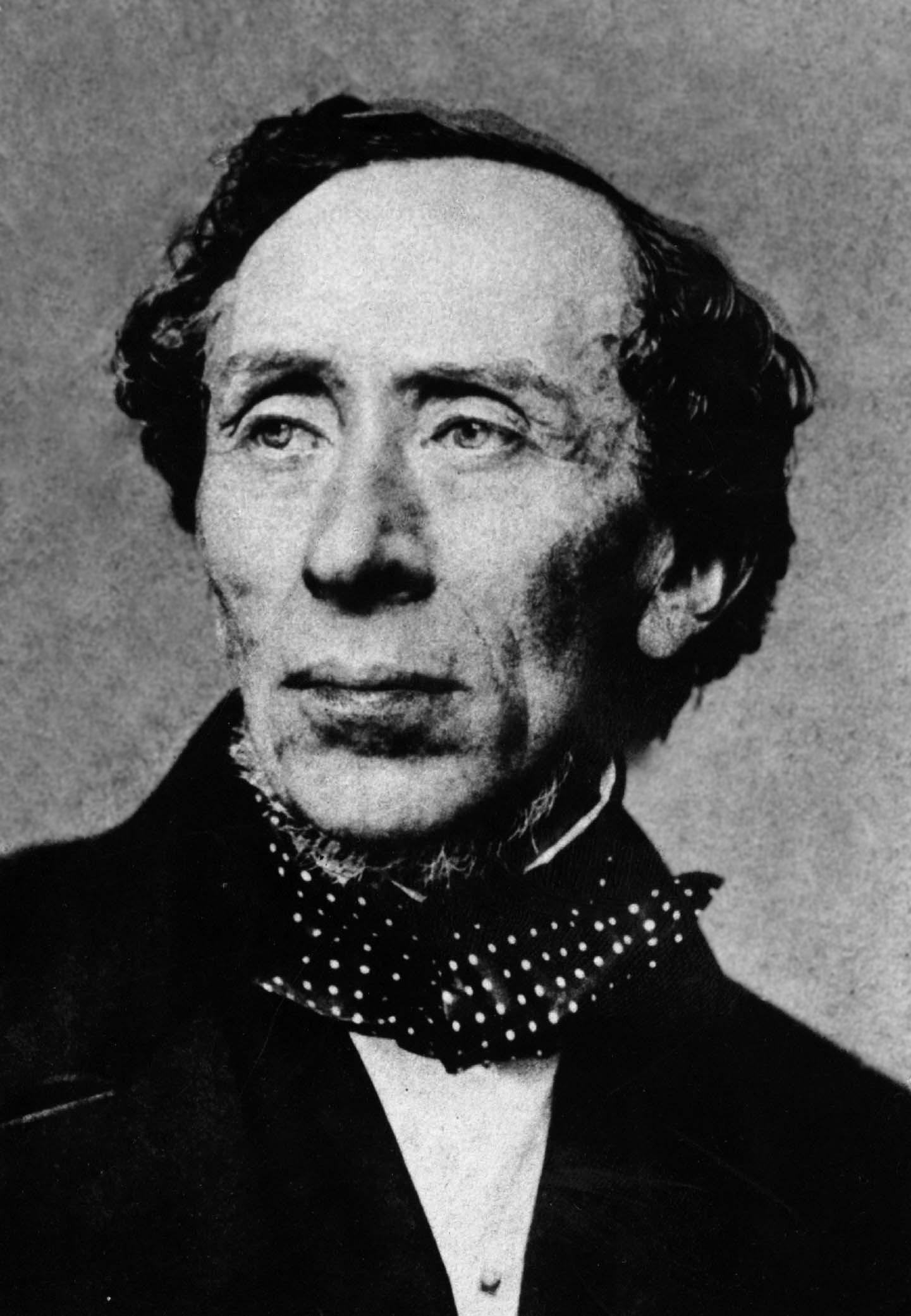
童話作家H.C.アンデルセン(1805-1875)没。

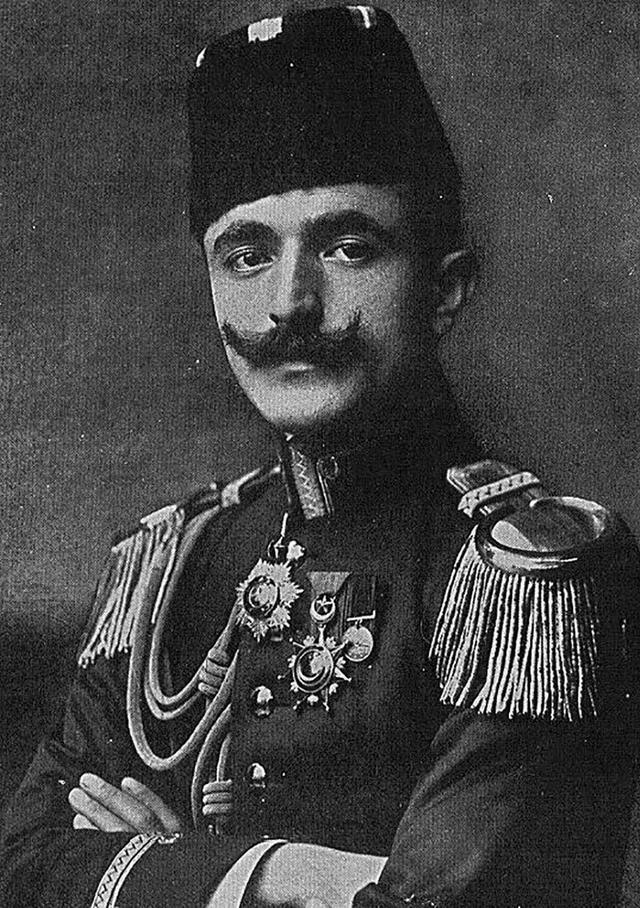
エンヴェル・パシャ(1881-1922)戦死。

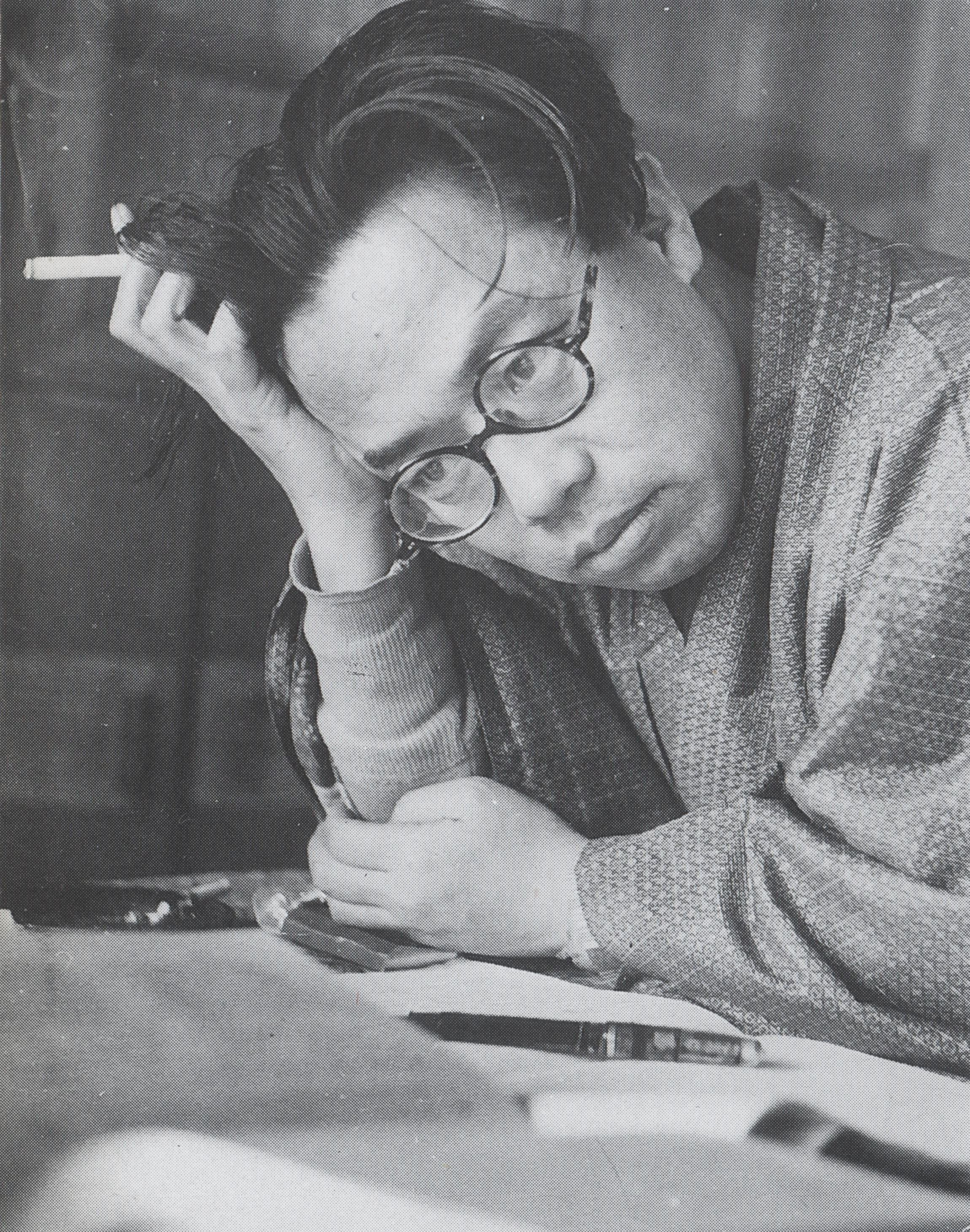
小説家松本清張(1909-1992)没。

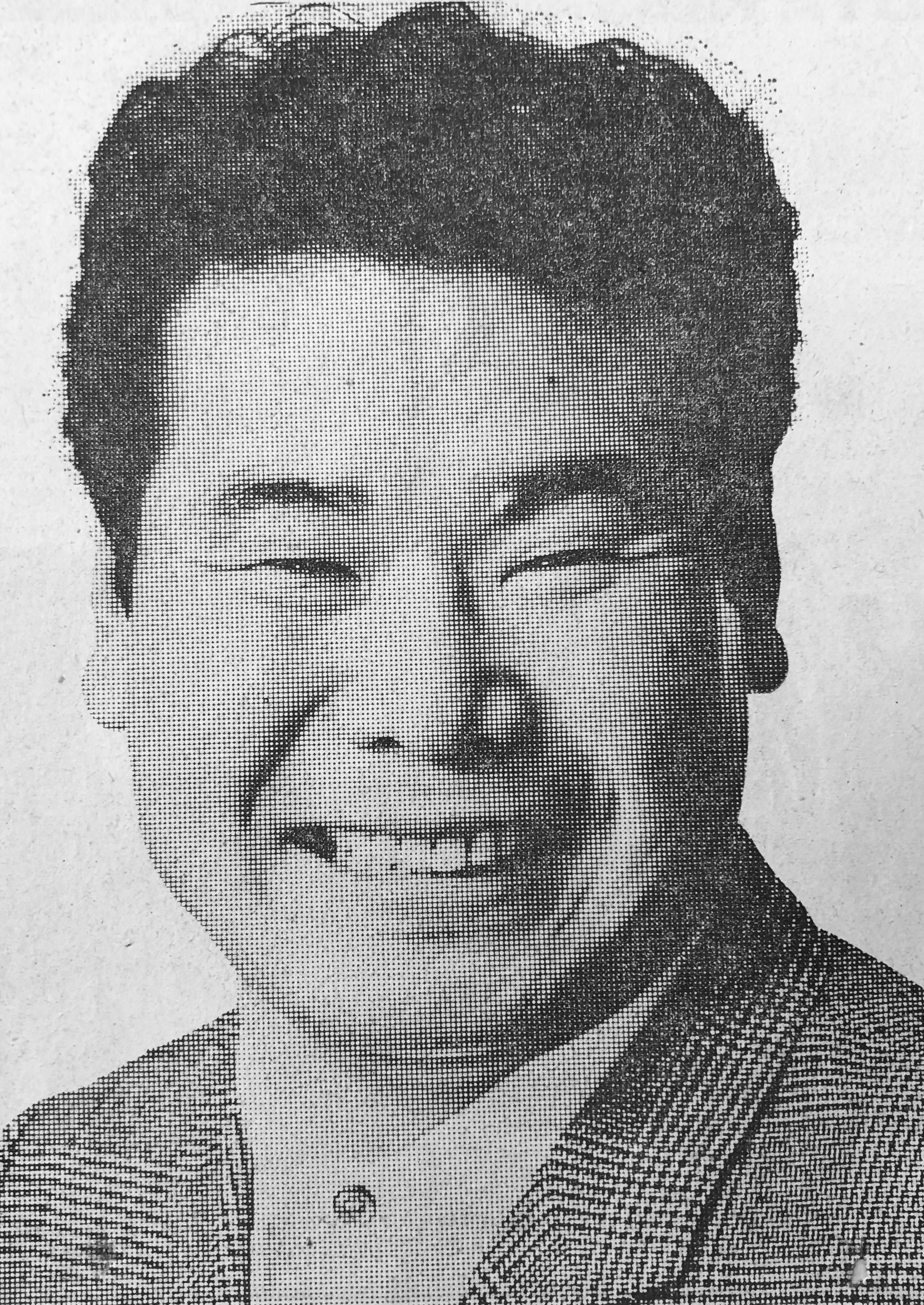
俳優渥美清(1928-1996)没。

- 1060年 - アンリ1世、フランス王（* 1008年）
- 1106年（嘉承元年7月4日） - 源義家、河内源氏の棟梁（* 1039年）
- 1265年 - シモン・ド・モンフォール、イングランド初の議会を召集した人物（* 1208年）
- 1306年 - ヴァーツラフ3世、ハンガリー・ボヘミア・ポーランド王（* 1289年）
- 1378年 - ガレアッツォ2世・ヴィスコンティ、ミラノの僭主（* 1321年）
- 1525年 - アンドレア・デッラ・ロッビア、彫刻家（* 1435年）
- 1526年 - フアン・セバスティアン・エルカーノ、探検家（* 1486年）
- 1578年 - セバスティアン1世、ポルトガル王（* 1554年）
- 1598年 - 初代バーリー男爵ウィリアム・セシル、イングランドの宰相（* 1520年）
- 1639年 - フアン・ルイス・デ・アラルコン、劇作家（* 1581年?）
- 1699年 - マリー・ゾフィー・フォン・デア・プファルツ、ポルトガル王ペドロ2世の妃（* 1666年）
- 1705年（宝永2年6月15日） - 北村季吟、歌人、俳人（* 1624年）
- 1753年 - ゴットフリート・ジルバーマン、オルガン製作者（* 1683年）
- 1793年（寛政5年6月28日） - 高山彦九郎、江戸時代後期の尊皇思想家（* 1747年）
- 1795年 - フランシスコ・バイユー、宮廷画家（* 1734年）
- 1812年 - ゲオルク・クリューゲル、数学者（* 1739年）
- 1816年 - フランソワ＝アンドレ・ヴァンサン、画家（* 1746年）
- 1821年 - ウィリアム・フロイド、アメリカ独立宣言署名者（* 1734年）
- 1851年 - レディ・ルイザ・スチュアート（英語版）、作家（* 1757年）
- 1857年 - ジェイムズ・コクラン・ドビン、第22代アメリカ合衆国海軍長官（* 1814年）
- 1862年 - ヘンリー・ウィリアム・ビーチー、画家、考古学者（* 1788年または1789年）
- 1865年 - ウィリアム・エドモンズストーン・アイトゥーン（英語版）、詩人、弁護士、エディンバラ大学教授（* 1813年）
- 1873年 - ヴィクトル・ハルトマン、画家（* 1834年）
- 1874年 - ルートヴィヒ・オットー・ヘッセ、数学者（* 1811年）
- 1875年 - ハンス・クリスチャン・アンデルセン、童話作家（* 1805年）
- 1897年 - 後藤象二郎、土佐藩士、伯爵（* 1838年）
- 1900年 - ジャン＝ジョゼフ・エティエンヌ・ルノアール、技術者（* 1822年）
- 1900年 - ジェイコブ・ドルソン・コックス、第10代アメリカ合衆国内務長官（* 1828年）
- 1900年 - イサーク・レヴィタン、画家（* 1860年）
- 1902年 - ヴィルヘルム・キーゼルバッハ、耳鼻科医（* 1839年）
- 1905年 - ヴァルター・フレミング、医学者（* 1843年）
- 1913年 - 中林梧竹、書家、明治の三筆の一人（* 1827年）
- 1913年 - エルンスト・ラスパイレス（英語版）、経済学者（* 1834年）
- 1919年 - フェルディナント・ティエリオ、作曲家（* 1838年）
- 1922年 - エンヴェル・パシャ、青年トルコ人革命の指導者（* 1881年）
- 1927年 - ウジェーヌ・アジェ、写真家（* 1857年）
- 1928年 - ウィリアム・インブリー、宣教師（* 1845年）
- 1929年 - カール・ヴェルスバッハ、化学者（* 1858年）
- 1930年 - ジークフリート・ヴァーグナー、作曲家、指揮者、バイロイト音楽祭芸術監督（* 1869年）
- 1932年 - ジェームス・オッペンハイム（英語版）、詩人（* 1882年）
- 1938年 - パール・ホワイト、女優（* 1889年）
- 1941年 - 大森安仁子、芸術家、慈善活動家、翻訳家（* 1856年）
- 1942年 - アルベルト・フランケッティ、作曲家（* 1860年）
- 1943年 - 松田甚次郎、農業指導者（* 1909年）
- 1945年 - ゲルハルト・ゲンツェン、論理学者、数学者（* 1909年）
- 1965年 - 佐々木惣一、法学者（* 1878年）
- 1965年 - 木下夕爾、詩人、俳人（* 1914年）
- 1967年 - 楠隆光[19]、泌尿器科学者（* 1906年）
- 1968年 - アレクサンダー・ゲトラー（英語版）、毒物学者（* 1883年）
- 1971年 - 陸奥明、作曲家（* 1895年）
- 1971年 - 東勇作、バレエダンサー、振付師（* 1910年）
- 1975年 - 黒田政一、警察官、政治家、元愛媛県松山市長、温泉郡三津浜町町長（* 1885年）
- 1975年 - 南里文雄、トランペット奏者（* 1910年）
- 1976年 - 堤真佐子、元女優（* 1917年）
- 1977年 - エルンスト・ブロッホ、哲学者（* 1885年）
- 1977年 - エドガー・エイドリアン、生理学者、ノーベル生理学・医学賞受賞（* 1889年）
- 1979年 - イバール・ヨハンソン（英語版）、レスリング選手、1932年ロサンゼルス五輪・1936年ベルリン五輪金メダリスト（* 1903年）
- 1980年 - 北沢彪、俳優（* 1911年）
- 1981年 - メルヴィン・ダグラス、俳優（* 1901年）
- 1981年 - 上村健太郎、航空自衛官、実業家、初代航空幕僚長（* 1908年）
- 1984年 - 坪井良平、考古学者（* 1897年）
- 1984年 - 中村梅吉、政治家、第57代衆議院議長（* 1901年）
- 1988年 - 土光敏夫、エンジニア、実業家、元石川島播磨重工業・東芝社長、経団連会長（* 1896年）
- 1988年 - 木下繁、彫刻家（* 1908年）
- 1991年 - エフゲニー・F・ドラグノフ、銃器設計者（* 1920年）
- 1992年 - 松本清張、小説家（* 1909年）
- 1992年 - 岸田文武、政治家（* 1926年）
- 1993年 - ケニー・ドリュー、ジャズピアニスト（* 1928年）
- 1995年 - 島方金則、プロ野球選手（* 1918年）
- 1996年 - 渥美清、俳優（* 1928年）
- 1997年 - ジャンヌ・カルマン、スーパーセンテナリアン（* 1875年）
- 1999年 - ヴィクター・マチュア、俳優（* 1913年）
- 1999年 - 大塚芳満、実業家、大塚製薬・大塚製薬工場元会長（* 1925年）
- 1999年 - リーゼロット・リンゼンホフ（英語版）、馬術競技選手、1968年メキシコシティー五輪・1972年ミュンヘン五輪金メダリスト（* 1927年）
- 2000年 - 松平精、航空技術者、鉄道技術者（* 1910年）
- 2002年 - 道上伯、柔道家、講道館七段、フランス柔道連盟九段（* 1912年）
- 2002年 - 猪瀬征次郎、政治家、元栃木県今市市長（* 1914年）
- 2002年 - 野村泰治、アナウンサー（* 1922年）
- 2003年 - フレデリック・チャップマン・ロビンス、医学者（* 1916年）
- 2003年 - 飯田経夫、経済学者、名古屋大学名誉教授（* 1932年）
- 2004年 - メアリー・シャーマン・モーガン（英語版）、ロケット燃料科学者（* 1921年）
- 2004年 - 渡辺文雄、俳優（* 1929年）
- 2006年 - 浅野梅若、三味線名人位（* 1911年）
- 2006年 - 三島虎好、公務員、政治家、第3代逗子市長（* 1913年）
- 2006年 - ハンス・ルドルフ・ヴィーデマン（英語版）、医学者（* 1915年）
- 2006年 - 武内亨、俳優（* 1927年）
- 2007年 - 木村隆輔[20]、実業家、パラマウントベッド創業者（* 1918年）
- 2007年 - ラウル・ヒルバーグ、歴史家（* 1926年）
- 2007年 - リー・ヘイズルウッド、シンガーソングライター、カントリー歌手（* 1929年）
- 2008年 - ニコラ・レッシーニョ、指揮者（* 1916年）
- 2008年 - 河井英里、シンガーソングライター（* 1965年）
- 2008年 - クレイグ・ジョーンズ、オートバイレーサー（* 1985年）
- 2009年 - 赤池弘次、統計学者、元統計数理研究所所長（* 1928年）
- 2009年 - 上杉千年、歴史評論家、教育者（* 1928年）
- 2009年 - 並木頼寿、歴史学者（* 1948年）
- 2009年 - 趙五連、元競泳選手（* 1952年）
- 2010年 - 大麒麟將能、元大相撲力士、元大関、年寄17代押尾川（* 1942年）
- 2010年 - ゲーリー・ジョンソン、アメリカンフットボール選手（* 1952年）
- 2010年 - 井上裕子[21]、プロゴルファー、日本女子プロゴルフ協会(JLPGA)理事（* 1959年）
- 2011年 - 今井久仁恵[22]、ソプラノ歌手（* 1930年）
- 2011年 - コンラッド・シュニッツラー、作曲家、音響芸術家（* 1937年）
- 2011年 - 松田直樹、サッカー選手（* 1977年）
- 2012年 - アーニー・ライゼン、バスケットボール選手（* 1924年）
- 2012年 - 甘粕健[23]、考古学者、元日本考古学協会会長（* 1930年）
- 2013年 - 岩井弘融、社会学者、東洋大学名誉教授（* 1919年）
- 2013年 - レナート・ルジェロ、外交官、政治家、元外務大臣（* 1930年）
- 2013年 - 山口博人、実業家、元住友林業社長・会長（* 1934年）
- 2014年 - ジェイムズ・ブレイディ、官僚（* 1940年）
- 2014年 - 磯田和一、イラストレーター（* 1942年）
- 2015年 - 中村政則、歴史学者、一橋大学名誉教授（* 1935年）
- 2015年 - 菅原やすのり、歌手（* 1945年）
- 2015年 - 天野尚、写真家、競輪選手（* 1954年）
- 2016年 - 東井正美、農業経済学者、関西大学名誉教授（* 1921年）
- 2016年 - パトリス・マンセル（英語版）、コロラトゥーラソプラノ歌手（* 1925年）
- 2016年 - 松尾敏男、日本画家、多摩美術大学名誉教授、文化功労者（* 1926年）
- 2016年 - 薗田香融、日本史・仏教学者、関西大学名誉教授（* 1929年）
- 2016年 - 加藤仁[24]、実業家、元古河スカイ社長（* 1940年）
- 2016年 - 清水成駿、競馬評論家（* 1948年）
- 2018年 - 津川雅彦、俳優（* 1940年）
- 2018年 - 戸田信子、アナウンサー（* 1960年）
- 2019年 - 野々川大介[25]、実業家、日本メナード化粧品・ダリヤ創業者（* 1921年）
- 2019年 - 江夏弘、物理学者、立命館大学名誉教授（* 1922年）
- 2019年 - ヌオン・チア、政治家（* 1926年）
- 2019年 - 小宅近昭、政治家、元茨城県那珂市長（* 1943年）
- 2019年 - プルデンシオ・カルドナ、プロボクサー（* 1951年）
- 2019年 - 園田小波、少女漫画家（* 1977年）
- 2020年 - 佐藤喬、英語学者、慶應義塾大学名誉教授（* 1925年）
- 2020年 - フランシス・エリザベス・アレン、計算機科学者（* 1932年）
- 2020年 - 明智抄、漫画家、小説家（* 1960年）
- 2021年 - 木村敏、医学者、精神科医、京都大学名誉教授（* 1931年）
- 2021年 - 神宮輝夫、児童文学者、青山学院大学名誉教授（* 1932年）
- 2021年 - カール・ハインツ・ボーラー、文学者、エッセイスト（* 1932年）
- 2021年 - 山田忠孝、医師、教育者、実業家、元武田薬品工業取締役・クリントン財団理事長（* 1945年）
- 2021年 - J.R.リチャード、プロ野球選手（* 1950年）
- 2021年 - ボビー・イートン、プロレスラー、元NWA世界タッグ王者、WCW世界タッグ王者（* 1958年）
- 2022年 - アキン・マボグンジェ、地理学者（* 1931年）
- 2022年 - ジョニー・ファメション、プロボクサー、元WBC世界フェザー級王者（* 1945年）
- 2023年 - 畑英次郎、政治家、第56代通商産業大臣、第19代農林水産大臣、元大分県日田市長（* 1928年）
- 2023年 - ボニファス・アレクサンドル、政治家、元ハイチ大統領代行、暫定大統領（* 1936年）
- 2023年 - ミハイル・ニコラエフ、政治家、サハ共和国初代大統領（* 1937年）
- 2023年 - 小野恵美子、元ダンサー（* 1944年）
- 2024年 - 李政道、物理学者ノーベル物理学賞受賞者（* 1926年）
- 2024年 - 宅和本司、プロ野球選手（* 1935年）
- 2024年 - アルヴィン・ゴールドマン、哲学者（* 1938年）
- 2024年 - ミゲル・アンヘル・ゴメス・マルティネス、指揮者（* 1949年）

## 記念日・年中行事

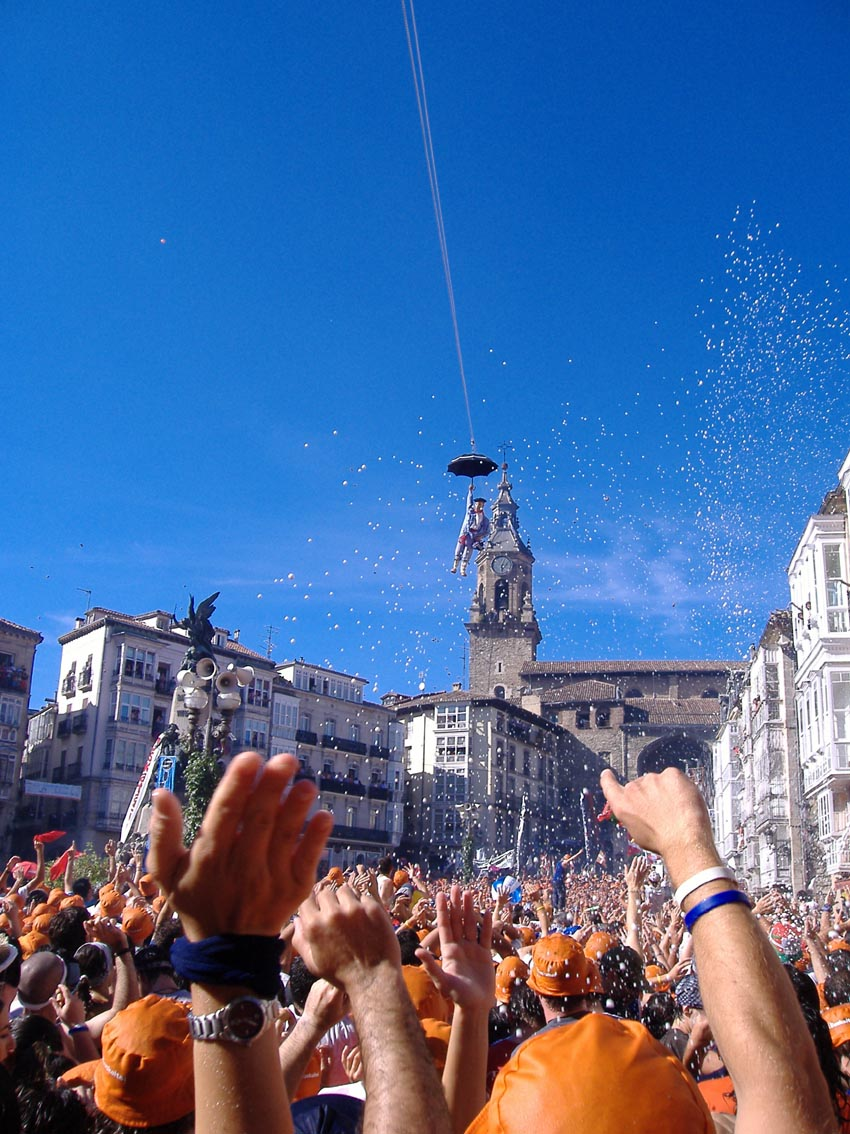
ブランカ祭の初日

- 人民共和国発足記念日（ ブルキナファソ[26]）
- テ・マエヴァ・ヌイ（ クック諸島）
1965年のこの日、ニュージーランド領であったクック諸島が自治権を獲得。これを祝して「Te Maeva Nui（テ・マエヴァ・ヌイ）」祭が1週間にわたって催される。
- ブランカ祭（スペイン語版）の初日（ スペイン ビトリア＝ガステイス、9日まで）
ビトリア＝ガステイスの守護聖人、聖母ブランカを記念した祝典。
- ビヤホールの日（ 日本）
1899年のこの日、東京・銀座の新橋際に現存する中では日本で最も古いビアホール「恵比壽ビヤホール」が開店した。これを記念して、株式会社サッポロライオンが制定[27]。
- 箸の日（ 日本）
「は(8)し(4)」の語呂合わせでわりばし組合が1975年に制定。東京・千代田区の日枝神社では箸供養祭が行われる[28]。日本記念日協会は株式会社藤本商會本店からの発案と紹介をしている[29]。
- 橋の日（ 日本）
「は(8)し(4)」の語呂合わせで、宮崎市の湯浅敏彦氏の提唱により生まれた日。郷土のシンボルである河川とそこに架かる橋を通じてふるさとを愛する心と河川の浄化を図るのが目的[30][31]。
- 吊り橋の日（ 日本）
奈良県十津川村には、日本屈指の長さを誇る「谷瀬の吊り橋」から地域の人しか知らない小さなものまで約60か所の吊り橋があり、その数は日本一といわれている。十津川村は毎年この日は谷瀬の吊り橋の上で太鼓を叩く「揺れ太鼓」という「吊り橋まつり」を行い、吊り橋に感謝する日としている。日付は、8と4で「橋」と読む語呂合わせから[30][32]。
- ハジ→の日（ 日本）
シンガーソングライター「ハジ→」の魅力を多くの人に知ってもらおうと、ユニバーサルミュージック合同会社が制定。日付は、8と4で「ハジ→」と読む語呂合わせから[32]。